# Copa México 1953/54
Die Copa México 1953/54 war die zwölfte Austragung des Fußball-Pokalwettbewerbs seit Einführung des Profifußballs in Mexiko. Teilnahmeberechtigt waren die zwölf Mannschaften, die in der Saison 1953/54 in der höchsten Spielklasse vertreten waren. Pokalsieger wurde zum ersten Mal unter Profibedingungen und zum insgesamt zweiten Mal (nach 1937/38) die Mannschaft des Club América. Zum ersten Mal kam es in einem Pokalfinale zum Superklassiker, weil América auf  seinen Erzrivalen Chivas Guadalajara traf. Beide Vereine hatten bereits je zweimal das Pokalfinale seit Einführung des Profifußballs 1943 erreicht, waren aber stets unterlegen. Weil sie bisher auch den Meistertitel noch nicht gewinnen konnten, war es für den Sieger der Partie (in diesem Fall den Club América) der erste Titel im Profifußball überhaupt.
Dass es überhaupt zu einem Pokalfinale kam, lag an den Ergebnissen der Endrundengruppe, in der die drei Sieger der Vorrundengruppen je einmal gegeneinander antraten. Sowohl América als auch Chivas setzten sich gegen den dritten Verein Atlante durch und trennten sich im direkten Duell 1:1 unentschieden, so dass ein Entscheidungsspiel erforderlich wurde. Dieses endete nach neunzig Minuten torlos, wodurch das Spiel in die Verlängerung ging. In der zweiten Minute derselben brachte Raúl Arellano die Mannschaft aus Guadalajara mit 1:0 in Führung, doch América schaffte durch ein Elfmetertor von José Santiago noch den Ausgleich. Daher musste der Pokalsieger im Rahmen eines Elfmeterschießens ermittelt werden. Anders als heute üblich, traten seinerzeit nur die beiden vermeintlich sichersten Elfmeterschützen an und endete das Elfmeterschießen, sobald nach einem Gleichstand von geschossenen Elfmetern eine Mannschaft in Führung lag. Nachdem Guadalajaras Juan Jasso von drei Elfmetern zwei verwandeln konnte und einmal scheiterte, Américas argentinischer Stürmer Emilio Fizel aber alle drei Elfmeter im Tor unterbrachte, war der erste Titel im Profifußball für den Hauptstadtverein unter Dach und Fach.

## Modus
Das Turnier wurde in der Vorrunde mit drei Gruppen ausgetragen, die aus jeweils vier Mannschaften bestanden. Diese mussten in je einem Heim- und Auswärtsspiel gegeneinander antreten. Die jeweiligen Gruppensieger qualifizierten sich für die Endrundengruppe, die im Estadio Olímpico Ciudad de los Deportes von Mexiko-Stadt stattfand.

## Vorrunde
Die Begegnungen der Vorrunde wurden zwischen dem 20. März und 25. April 1954 ausgetragen.

### Gruppe A

#### Kreuztabelle
| Gruppe A | ATE | MAR | PUE | ORO |
| -------- | --- | --- | --- | --- |
| Atlante  |     | 1:2 | 3:2 | 3:2 |
| Marte    | 1:2 |     | 1:1 | 3:3 |
| Puebla   | 2:3 | 0:0 |     | 4:1 |
| Oro      | 1:1 | 2:2 | 2:2 |     |

#### Tabelle
| Pl. | Verein    | Sp. | S | U | N | Tore    | Diff. | Punkte |
| --- | --------- | --- | - | - | - | ------- | ----- | ------ |
| 1.  | Atlante   | 6   | 4 | 1 | 1 | 013:100 | +3    | 09:30  |
| 2.  | Marte     | 6   | 1 | 4 | 1 | 009:900 | ±0    | 06:60  |
| 3.  | Puebla FC | 6   | 1 | 3 | 2 | 011:100 | +1    | 05:70  |
| 4.  | CD Oro    | 6   | 0 | 4 | 2 | 011:150 | −4    | 04:80  |

### Gruppe B

#### Kreuztabelle
| Gruppe B | AME | LEO | ATS | TOL |
| -------- | --- | --- | --- | --- |
| América  |     | 2:2 | 3:2 | 3:2 |
| León     | 3:0 |     | 5:0 | 2:0 |
| Atlas    | 1:1 | 2:0 |     | 5:2 |
| Toluca   | 1:2 | 2:1 | 1:1 |     |

#### Tabelle
| Pl. | Verein           | Sp. | S | U | N | Tore    | Diff. | Punkte |
| --- | ---------------- | --- | - | - | - | ------- | ----- | ------ |
| 1.  | América          | 6   | 3 | 2 | 1 | 011:110 | ±0    | 08:40  |
| 2.  | León FC          | 6   | 3 | 1 | 2 | 013:600 | +7    | 07:50  |
| 3.  | Atlas            | 6   | 2 | 2 | 2 | 011:120 | −1    | 06:60  |
| 4.  | Deportivo Toluca | 6   | 1 | 1 | 4 | 008:140 | −6    | 03:90  |

### Gruppe C

#### Kreuztabelle
| Gruppe C    | GDL | ZAC | NEC | TAM |
| ----------- | --- | --- | --- | --- |
| Guadalajara |     | 1:0 | 5:2 | 0:0 |
| Zacatepec   | 1:1 |     | 4:1 | 2:0 |
| Necaxa      | 6:1 | 3:3 |     | 3:3 |
| Tampico     | 1:2 | 1:1 | 1:1 |     |

#### Tabelle
| Pl. | Verein         | Sp. | S | U | N | Tore    | Diff. | Punkte |
| --- | -------------- | --- | - | - | - | ------- | ----- | ------ |
| 1.  | CD Guadalajara | 6   | 3 | 2 | 1 | 010:100 | ±0    | 08:40  |
| 2.  | CD Zacatepec   | 6   | 2 | 3 | 1 | 011:700 | +4    | 07:50  |
| 3.  | Necaxa         | 6   | 1 | 3 | 2 | 016:170 | −1    | 05:70  |
| 4.  | CD Tampico     | 6   | 0 | 4 | 2 | 006:900 | −3    | 04:80  |

## Finalrunde

### Endrundengruppe
| Datum       |         | Ergebnis |             |
| ----------- | ------- | -------- | ----------- |
| 2. Mai 1954 | América | 2:0      | Atlante     |
| 6. Mai 1954 | América | 1:1      | Guadalajara |
| 9. Mai 1954 | Atlante | 1:3      | Guadalajara |

### Tabelle
| Pl. | Verein         | Sp. | S | U | N | Tore    | Diff. | Punkte |
| --- | -------------- | --- | - | - | - | ------- | ----- | ------ |
| 1.  | Club América   | 2   | 1 | 1 | 0 | 003:100 | +2    | 03:10  |
| 2.  | CD Guadalajara | 2   | 1 | 1 | 0 | 004:200 | +2    | 03:10  |
| 3.  | CF Atlante     | 2   | 0 | 0 | 2 | 001:500 | −4    | 0:40   |

### Finale
Das durch die Punktgleichheit von América und Guadalajara erforderlich gewordene Finale wurde am 12. Mai 1954 ausgetragen.
|              | Ergebnis             |                |
| ------------ | -------------------- | -------------- |
| Club América | 1:1 n. V. (3:2 i. E) | CD Guadalajara |

Mit der folgenden Mannschaft gewann der Club América den Pokalwettbewerb der Saison 1953/54:
Manuel Camacho – Norberto Yácono, Rubelio Esqueda, Manuel Gutiérrez, Fernández – Pedro Nájera, José Santiago – José González, José Buendía, Eduardo González Palmer, Emilio Fizel; Trainer: Octavio Vial.